# Polagana predaja (2001.)
Polagana predaja, hrvatski dugometražni film iz 2001. godine.